# Тідорі (1933)
Тідорі (Chidori, яп. 千鳥) — міноносець Імперського флоту Японії однойменного типу, який брав участь у Другій світовій війні.

## Історія створення
Корабель, який став першим серед міноносців типу «Тідорі», спорудили у 1933 році на верфі ВМФ у Майдзуру. Кораблі цього типу первісно мали значні проблемі з остійністю, зокрема через встановлення озброєння, що не відповідало доволі незначній водотоннажності — міноносці отримали 127-мм артилерію головного калібру в баштах (з двома гарматами на носу та з 1 на кормі) та два двотрубні торпедні апарати. Після інциденту з перевертанням у 1934 році однотипного корабля «Томодзуру» всі міноносці типу пройшли серйозну перебудову. Вони отримали 120-мм гармати у щитових установках, причому тепер на кормі розмістили 2 з 3 гармат головного калібру, оскільки одна установка зайняла місце демонтованого кормового торпедного апарата. Максимальна швидкість кораблів при цьому знизилась з 30 до 28 вузлів.

## Історія служби
На момент вступу Японії до Другої світової війни «Тідорі» належав до 21-го дивізіону міноносців у структурі Третього флоту, спеціалізацією якого були конвойно-десантні операції. 23–29 листопада корабель пройшов з Японії до Такао (наразі Гаосюн на Тайвані), звідки вийшов 6 грудня для безпосереднього супроводу загону, який мав здійснити висадку на островах Батанес у Лусонській протоці (японське командування запланувало кілька допоміжних десантів на Філіппіни, що мали передувати доставці основних сил до затоки Лінгайєн). Вже у перший день бойових дій 8 грудня (події на Філіппінах відбувались по іншу сторону лінії зміни дат від Перл-Гарбору) японці успішно висадились на зазначених островах (можливо відзначити, що у цій операції «Тідорі» діяв разом зі ще 3 міноносцями та есмінцем «Ямагумо», не рахуючи менших кораблів).
17 грудня 1941-го «Тідорі», 3 інші міноносці та «Ямагумо» вийшли з Кіруну (наразі Цзілун на Тайвані) для прикриття 3-го транспортного загону, що включав 21 транспорт, та взяв участь у транспортуванні сил вторгнення до затоки Лінгайєн. Висадка десанту тут відбулась в ніч проти 22 грудня, після чого «Тідорі» прибув до Такао.
29 грудня 1941 — 2 січня 1942 «Тідорі» ескортував конвой з Такао до острова Камігуін у Лусонській протоці, а 4–8 січня провів конвой з Камігуїну до Давао на південному узбережжі філіппінського острова Мінданао (японці висадились на Камігуїні в перші дні війни, а тепер готувались до наступну з Мінданао на схід Нідерландської Ост-Індії).
9 січня 1942-го «Тідорі» та 3 інші міноносці вийшли з Давао для участі в десанті на острів Таракан (центр нафтовидобувної промисловості біля північно-східного узбережжя острова Борнео), де в ніч проти 11 січня відбулась успішна висадка.
16–18 січня 1942-го «Тідорі» разом зі ще одним міноносцем супроводив конвой до острова Голо (на однойменному острові у філіппінському архіпелазі Сулу). 22 січня вони вийшли з Голо та приєднались до сил вторгнення до Балікпапану (ще один центр нафтовидобувної промисловості на сході Борнео, південніше від Таракану), які в ніч проти 24 грудня провели висадку десанту.
9 лютого 1942-го «Тідорі» разом зі ще одним міноносцем привели транспорт «Мйоко-Мару» та мінний загороджувач «Сіратака» до бухти Камрань (центральна частина узбережжя В'єтнаму), де збирались сили для десантної операції на заході острова Ява. 14 лютого «Тідорі» вийшов звідси, супроводжуючи конвой до островів Анамбас (дві з половиною сотні кілометрів на північний схід від Сінгапура), де наприкінці січня японці створили передову базу. З 21 лютого «Тідорі» брав участь у охороні великого конвою (кілька десятків транспортів), який 18 лютого рушив з Камрані та в ніч проти 1 березня висадив бійців на Яві. За кілька діб захисники Яви капітулювали і з 14 по 21 березня корабель перебував у головному місті Нідерландської Ост-Індії Батавії (наразі Джакарта).
10 березня 1942-го 21-й дивізіон міноносців розформували, після чого «Тідорі» передали до 23-ї особливої військово-морської бази (23rd Special Base Force), яка належала до Другого Південного експедиційного флоту, відповідального за контроль над Нідерландською Ост-Індією. 28 березня «Тідорі» прибув до Макасару (південно-західний півострів острова Целебес), після чого узявся за патрульно-ескортну службу в цьому районі.
5 травня 1942-го «Тідорі» призначили для використання в метрополії та підпорядкували військово-морському округу Осака (Osaka Guard District). 9–23 травня корабель вирушив з Макасару до Японії, після чого більше двох років ніс патрульно-ескортну службу в районі протоки Кії (веде до Внутрішнього Японського моря між островами Хонсю та Сікоку) та на комунікації між нею і Йокосукою. З 1 квітня 1943-го «Тідорі» належав до військово-морського округу Йокосука (Yokosuka Naval District).
28 вересня — 7 жовтня 1944-го «Тідорі» ескортував конвой з Токійської затоки до островів Оґасавара (Хахадзіма, Тітідзіма) і назад. З 5 по 19 листопада він здійснив ще один подібний рейс між Йокосукою та Тітідзімою.
25 листопада 1944-го «Тідорі» прибув до Тоба (на вході до затоки Ісе, за три сотні кілометрів на південний захід від Токіо) та узявся за патрульно-ескортну службу в цьому районі. При цьому його перевели до 3-го ескортного дивізіону.
21 грудня 1944-го «Тідорі» вийшов з Тоба до Йокосуки. На цьому переході 22 грудня корабель був атакований та потоплений підводним човном «Тейлфіш».